# Саверцы (Шепетовский район)
Саверцы (укр. Саверці) — село в Шепетовском районе Хмельницкой области Украины.
Население по данным 2015 года составляло 115 человек. Население по переписи 2001 года составляло 167 человек. Почтовый индекс — 30453. Телефонный код — 3840. Занимает площадь 0,051 км². Код КОАТУУ — 6825584102.

## Местный совет
30453, Хмельницкая обл., Шепетовский р-н, с. Лотовка